# (22244) 4235 T-3
4235 تي-3 (ويعرف أيضًا باسم (22244) 4235 تي-3 وفق تسمية الكوكب الصغير) (بالإنجليزية: 4235 T-3)‏ هو كويكب ضمن حزام الكويكبات؛ وترتيبه 22244 من حيث الاكتشاف.
اكتُشف هذا الجُرم الفلكي بواسطة إنغريد فان هوتين-جرونفيلد في 16 أكتوبر 1977.

## وصلات خارجية
- (22244) 4235 T-3 في قاعدة بيانات مختبر الدفع النفاث لأجرام النظام الشمسي الصغيرة

- الاكتشاف · مخطط المدار ·  العناصر المدارية · المعلمات المادية

- (22244) 4235 T-3 على موقع ويكي سكاي: DSS2, SDSS, GALEX, IRAS, Hydrogen α, X-Ray, Astrophoto, Sky Map, Articles and images